# Tren Interoceánico
El Ferrocarril o Tren Interoceánico del Corredor Interoceánico del Istmo de Tehuantepec, es un sistema de transporte del gobierno de México que cuenta con 3 líneas ferroviarias que están en el suroeste de México. El corredor busca convertirse en una red de logística global enfocada en la manufacturación y el traslado de mercancías entre el océano Pacífico y el océano Atlántico cruzando el Istmo de Tehuantepec por medio de la línea Z, dinamizando así el desarrollo económico, productivo y cultural en la región mediante una visión integral, sustentable, sostenible e incluyente al ser también de pasajeros. Fue inaugurado por el expresidente Andrés Manuel López Obrador (AMLO) el 17 (tren de carga) y 22 de diciembre de 2023 (tren de pasajeros), cómo parte de los planes nacionales de infraestructura ferroviaria del 2018 al 2050.
El proyecto del Ferrocarril del Istmo de Tehuantepec consiste en la renovación de la vía férrea, mediante la cual tiene velocidad máxima de 70 km/h y una velocidad en promedio de 20 km/h en tren de carga, el tren de pasajeros alcanza una velocidad máxima de 120 km/h y un promedio de 90 km/h.
En noviembre de 2023, el presidente Andrés Manuel López Obrador reinauguro la línea Z para el transporte de carga y tiempo después haría lo mismo con el servicio del tren de pasajeros.

## Historia

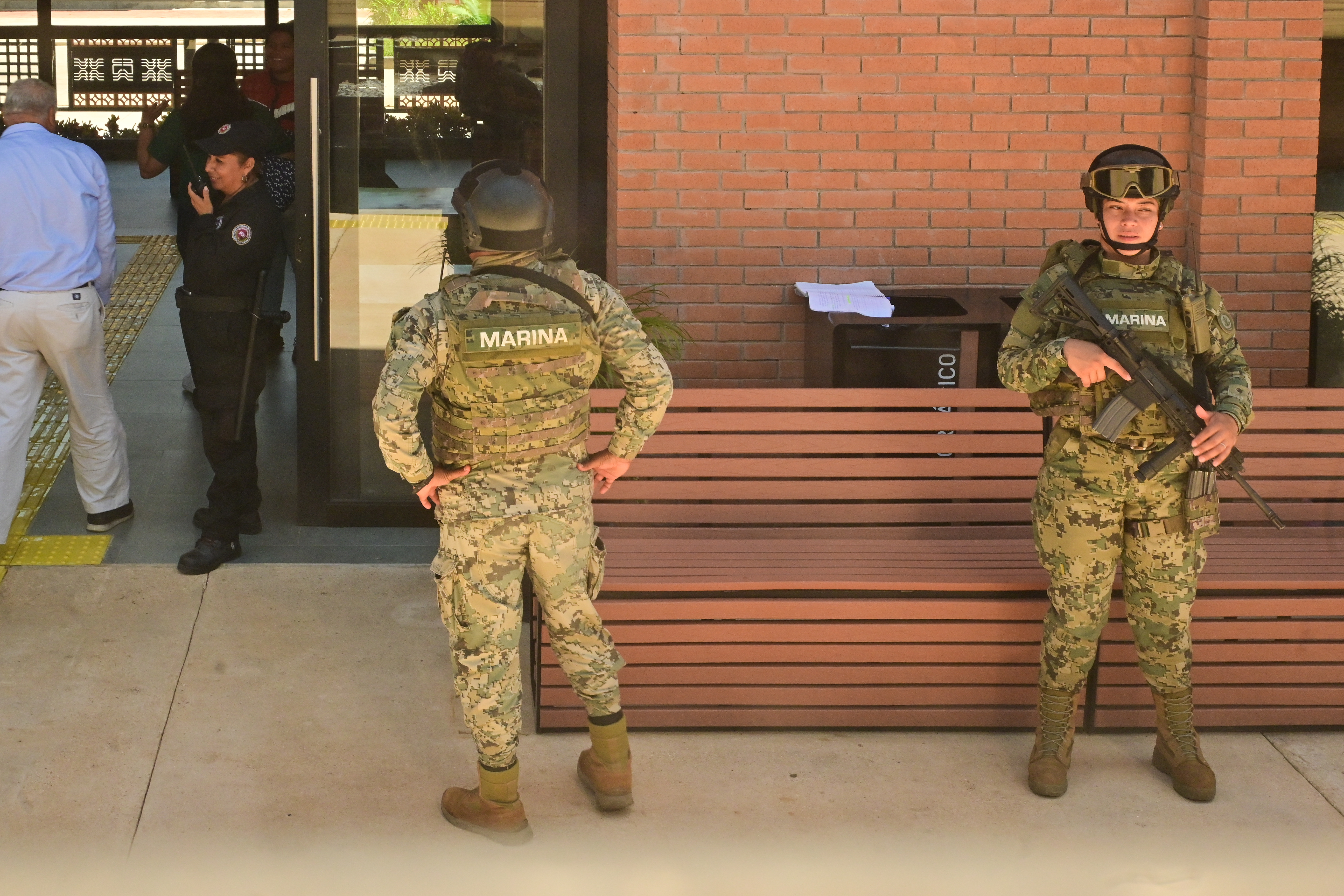
Militares cuidando la línea ferrea en Matías Romero.

El 7 de junio del 2020, el presidente Andrés Manuel López Obrador inició con la renovación de las vías del ferrocarril y rehabilitación como transporte de pasajeros, la obra tendrá una inversión de más de 3,000 millones de pesos para iniciar, pero que en total se tiene contemplando destinar en este proyecto alrededor de 20,000 millones.
El 17 de septiembre de 2023, el presidente Andrés Manuel López Obrador reinauguro la línea Z para el transporte de carga. Mientras que el 22 de diciembre de 2023, el servicio del tren de pasajeros se volvió a iniciar por toda la línea Z. En 2024 se plantearon nuevas vías paralelas a las líneas, exclusivamente para agilizar el transporte de carga.
El 13 de septiembre de 2024, fue reinaugurado el servicio de pasajeros en la línea FA de Coatzacoalcos a Pakal Ná (Palenque).

## Características
En tren recorrerá siete estaciones en 303 kilómetros de vía única, en donde se espera hacer tiempo estimado de 7 horas entre Coatzacoalcos y Salina Cruz. Las antiguas estaciones que estaban en la ruta y que elegidas para formar el proyecto, fueron remodeladas en su totalidad, esto sin perder el estilo arquitectónico que tenían.

## Líneas y ramales
Línea FA

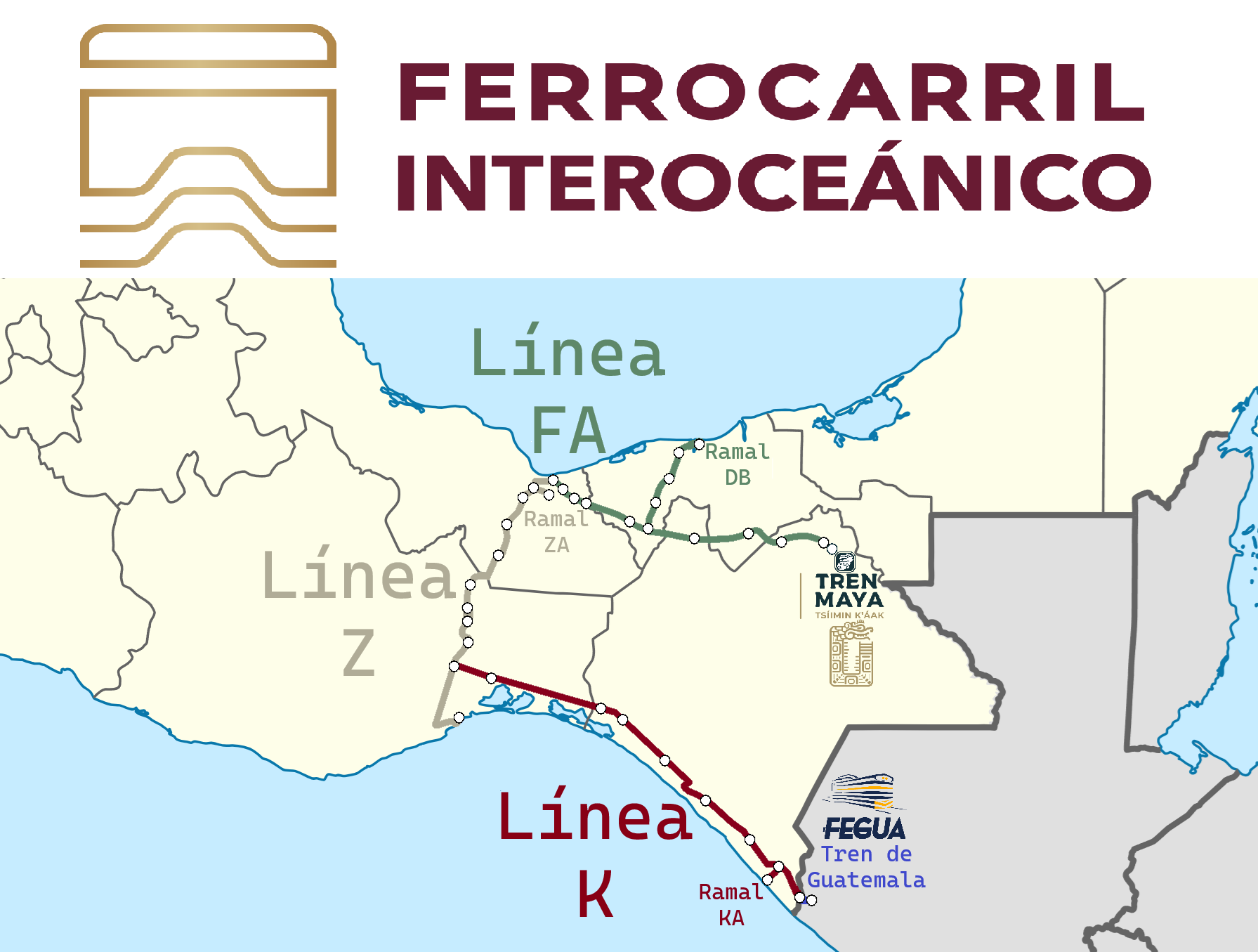
Líneas del sistema sin nombres de estaciones.

- Tramo principal: Coatzacoalcos - Ing. Roberto Ayala - Pakal Ná.

- Ramal DB: Ing. Roberto Ayala - Estación Refinería Olmeca del Puerto Dos Bocas en Paraíso.

- Conexiones: Estación Pakal Ná con Palenque del Tren Maya, línea Z en Coatzacoalcos y polos de desarrollo.

Línea K
- Tramo principal: Ixtepec - Tapachula - Unión Hidalgo.

- Ramal KA: Tapachula - Puerto Chiapas.

- Conexiones: Estación Unión Hidalgo con Tecún Umán del Tren de Guatemala (FEGUA), línea Z en Ixtepec y polos de desarrollo.

Línea Z
- Tramo principal: Coatzacoalcos - Medias Aguas - Ixtepec - Salina Cruz.

- Ramal ZA: Hibueras - Refinería de Minatitlán.

- Conexiones: Línea FA en Coatzacoalcos, línea K en Ixtepec y polos de desarrollo.

## Flota De locomotoras (Pasajeros y Carga)
El 13 de agosto de 2023, se presentaron las locomotoras SD70M, las cuales serían usadas para los dos tipos de servicios, siendo más usadas para el servicio de carga; estas locomotoras en el pasado fueron parte del material rodante de Union Pacific. A estas locomotoras se les unirían después las EMD F59PH, las cuales pertenecían a GO Transit. Estas locomotoras fueron completas con una comprado a Railway Excursion Management Company (Railexco), las cuales serían 12 vagones especiales tipo Amfleet y Budd SPV-2000. 
El 26 de agosto de 2023, los tranvías Stadler Citylinks fabricados para el extinto Tren turístico Puebla-Cholula, llegaron a la estación de Coatzacoalcos para que formaran parte del material rodante.
Fueron compradas también tres locomotoras Clase 43 y 11 vagones British Rail Mark 3, las cuales llegaron al puerto de Coatzacoalcos en el barco ARKHANGELSK. Los HST comprados tienen un peso de 70.25 toneladas y 17.79 metros de longitud cada una, así como vagones de 38.18 toneladas y 23 metros de longitud.
- FIT 1801: EMD GP10 Rebuild   Locomotora reconstruida a partir de un cuerpo de GP9, con nariz alta. Originalmente perteneció al infame Pennsylvania Railroad, y por su esquema de pintura trabajó en el Pennsylvania & Southern Railway.
- FIT 2002 – 2005: EMD GP20 / GP38-2
  - Las GP20 fueron originalmente del Raritan Central Railway, propiedad de Genesee & Wyoming.
  - FIT 2005 es una GP38AC canadiense, que anteriormente operó para Canadian Pacific.
  - FIT 2004 es la única GP38-2 del roster equipada con generador de vapor, conocido en México como "Nariz Alta", ya que trabajó originalmente para el Southern Railway y posteriormente formó parte de Norfolk Southern.

- FIT 3002 – 3004: EMD GP40-2 / GP40-2LW   Dos de las GP40-2LW debutaron en el Aberdeen, Carolina & Western Railroad, además de haber operado previamente en Canadian National.
- FIT 3005: EMD F59PH Previamente operada por GO Transit
  - FIT 3015: SLPX Rebuild   Locomotora apodada "Rarita". Aún se desconoce su nombre verdadero.
  - FIT 4001 – 4009: EMD SD70MAC   Locomotoras provenientes de BNSF. Similares a las SD70M, con la diferencia de que las SD70M utilizan corriente directa y las SD70MAC corriente alterna.
  - FIT 4300 – 4400 – 4600: EMD SD70M / GE C44-9W
    - Todas las SD70M conservan sus anteriores series, ya que debutaron en Union Pacific.
    - Las GE C44-9W o Dash 9's fueron originalmente de BNSF y KCS.
    - En 2021, BNSF comenzó a retirar varias Dash 9 y venderlas a General Electric (GECX). KCS adquirió 50 de estas para formar la serie 4400 en KCS, aún con los colores H2 de BNSF.
    - Tras la fusión de CPKC, estas locomotoras fueron retiradas del servicio: dos fueron conservadas por CPKC para trenes de trabajo, otras fueron a NS para ser reconstruidas a AC44C6M, y dos de ellas, específicamente la 4444 y la 4454, pasaron al FIT.

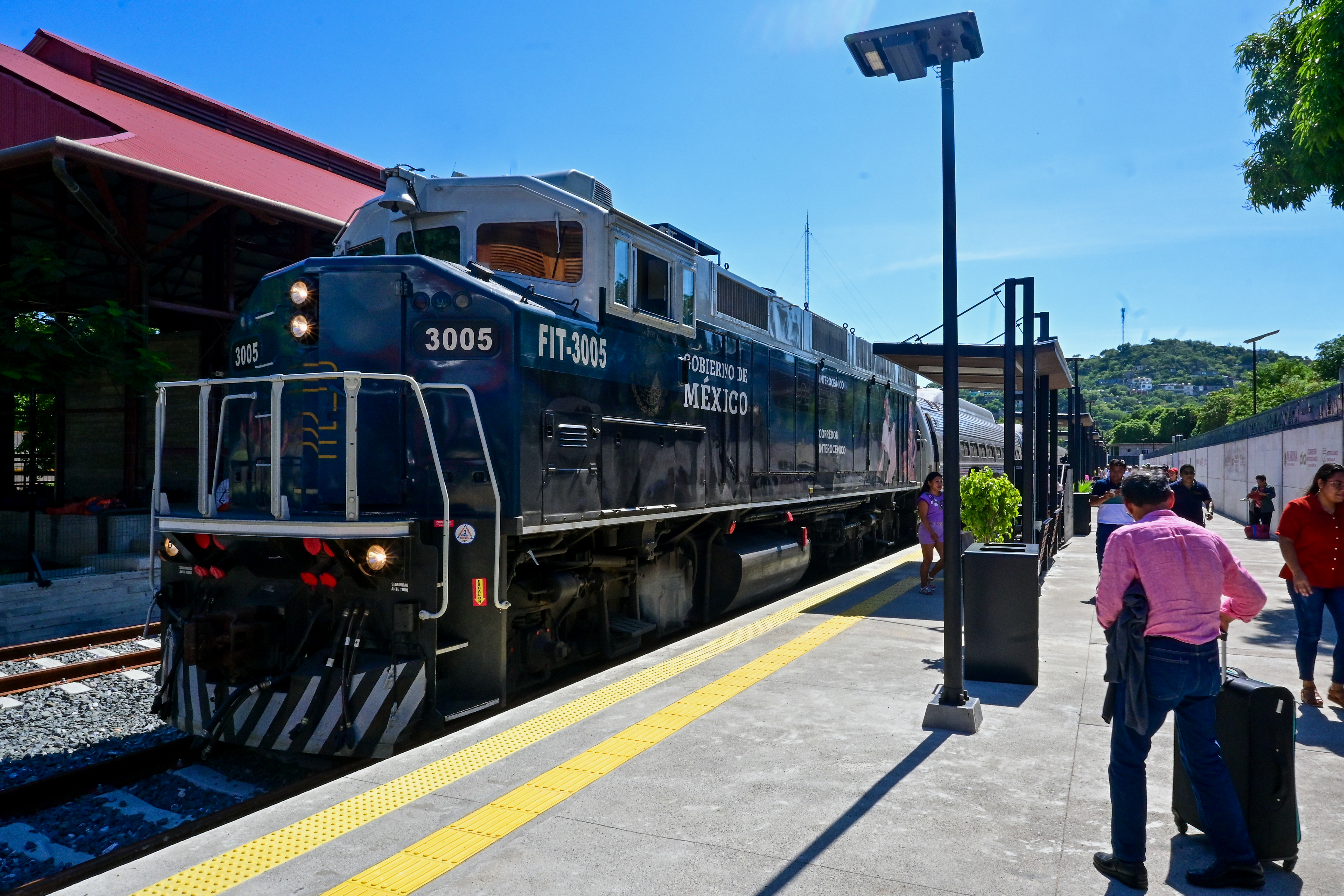
Locomotora EMD F59PH, de distancias largas en la estación Salina Cruz, Oaxaca.

## Hechos históricos
Inicio del programa piloto de transporte de vehículos en el Corredor Interoceánico del Istmo de Tehuantepec
El 27 de marzo de 2025 arribó al puerto de Salina Cruz, Oaxaca, el buque Glovis Cosmos, proveniente de Asia, marcando el inicio de un programa piloto para el transporte de automóviles a través del Ferrocarril del Istmo de Tehuantepec (FIT). Esta operación formó parte de un esfuerzo logístico en colaboración con la empresa automotriz Hyundai, cuyo objetivo fue movilizar un cargamento de aproximadamente 900 vehículos a través del corredor interoceánico.
Tras su llegada a Salina Cruz, las unidades fueron trasladadas por vía ferroviaria hasta el puerto de Coatzacoalcos, Veracruz, en la costa del Golfo de México. Allí, los vehículos fueron embarcados en el buque RCC Africa con destino final hacia la costa este de los Estados Unidos.
Este movimiento representa una prueba estratégica dentro del proyecto del Corredor Interoceánico del Istmo de Tehuantepec, el cual busca posicionarse como una alternativa eficiente al Canal de Panamá para el transporte intermodal de mercancías entre los océanos Pacífico y Atlántico.

## Accidentes e incidentes

### Choques
- 12 de septiembre de 2024: En la línea Z un automóvil fue arrastrado al intentar ganarle el paso a un tren InterCity 125 en el cruce ferroviario de carretera Oteapan-Soteapan, el vehículo particular resultó dañado y dos personas se lesionaron, entre ellos el conductor herido. Esto aconteció en el municipio de Chinameca, Veracruz.[23][24]

- 25 de junio de 2025: En la línea FA una unidad de transporte público tipo Urvan o combi intento ganarle el paso al tren (modelo desconocido), el vehículo que resultó con daños no transportaba pasajeros y el conductor resultó ileso. Esto sucedió sobre la calle Francisco Sarabia en el municipio de Salto de Agua, Chiapas.[25][26]

- 10 de julio de 2025: En la línea FA un tráiler con materiales chocó contra un tren InterCity 125. El tren y el trailer sufrieron daños considerables, no hubo heridos graves ni pérdidas humanas. Esto ocurrió en las inmediaciones de la estación Pino Suárez ubicada en el municipio de Macuspana, Tabasco.[27][28]
- 27 de julio de 2025 En la línea Z se registró un accidente entre un taxi y una locomotora del Tren Interoceánico en la colonia Santa Rosa, ubicada en el municipio de Coatzacoalcos, Veracruz, México. El incidente ocurrió por la tarde, cuando un vehículo de transporte público, identificado con el número económico 4216, intentó cruzar las vías férreas sin percatarse de la proximidad del tren. Según informes preliminares, el conductor del taxi, que transportaba a varios pasajeros, declaró no haber notado la cercanía del ferrocarril al momento del cruce. Como consecuencia del impacto, una mujer de la tercera edad y una menor de edad resultaron lesionadas. Ambas fueron atendidas por personal médico en el lugar y no presentaron heridas de gravedad.El suceso generó preocupación entre los vecinos de la zona, quienes solicitaron mayor señalización en los cruces ferroviarios, así como el uso más frecuente de señales sonoras por parte del Tren Interoceánico para advertir su paso. Las autoridades locales hicieron un llamado a la población a extremar precauciones al conducir cerca de vías férreas, así como a respetar la señalización vial y mantener la atención en todo momento.[29]